# English Electric Lightning
L'English Electric Lightning (Fulmine), successivamente BAC Lightning, è stato un caccia intercettore britannico supersonico, in servizio presso la RAF principalmente tra gli anni sessanta e settanta; gli ultimi esemplari furono radiati dall'11° Squadron nel 1988.
Quest'aereo era rinomato principalmente per la sua velocità (era capace di volare a velocità supersoniche senza ricorrere al postbruciatore), la rapidità di salita in quota (poteva salire a 15.000 m in meno di un minuto), l'agilità di manovra e trovò impiego, oltre che nella RAF, anche presso l'aviazione saudita e quella del Kuwait (Kuwait Air Force).

## Storia

### Sviluppo
Le origini del Lightning risalgono agli anni cinquanta, quando il progettista Teddy Petter, già capo disegnatore alla Westland Aircraft, iniziò ad ideare un aereo in grado di soddisfare la specifica F.23/49 rilasciata dall'Air Ministry. Questa era stata preceduta dalla specifica E.24/43, che aveva portato allo sviluppo del Miles M.52, progetto poi abbandonato nel 1946. Si trattava di un aereo sperimentale supersonico, da cui il futuro Lightning ereditò le innovazioni aerodinamiche, tra le quali la più importante fu la presa d'aria a cono.
Il Lightning fu progettato per essere utilizzato come caccia intercettore da difesa locale, capace di tempi di reazione limitati, al fine di difendere il territorio inglese da eventuali incursioni di bombardieri. Per ottenere tali prestazioni, l'aereo fu disegnato con una fusoliera di sezione il più ridotta possibile, anche a scapito della capacità del serbatoio. Si tentò di sopperire a ciò riempiendo di carburante ogni spazio non utilizzato per altri scopi, perfino i flap. Anche gli pneumatici del carrello furono previsti delle minori dimensioni possibili, per non sottrarre spazio al carburante.
Sempre per ottimizzare le prestazioni, i due motori furono disposti l'uno sull'altro verticalmente, sfalsati (per evitare di concentrare tutto il peso nella coda dell'aereo), con quello inferiore più in avanti di quello superiore. Questa disposizione permise di minimizzare la resistenza aerodinamica: si otteneva il doppio della spinta incrementando il diametro della fusoliera solo della metà.

I primi due prototipi.

Il primo prototipo, il P.1, volò per la prima volta il 4 agosto 1954 dalla base RAF di MoD Boscombe Down, nello Wiltshire. Al terzo volo, l'11 del mese, il pilota riuscì a spingerlo oltre Mach 1, nonostante i motori, due Armstrong Siddeley Sapphire Sa.5, fossero sprovvisti di postbruciatore.
Il secondo prototipo, il P.1A, fu presentato al pubblico durante il Farnborough Air Show del 1955. Il P.1A era semplicemente un P.1 con cannoncino da 30mm e in seguito dotato di un'"escrescenza" ventrale, che incrementava la capacità del serbatoio.
La versione successiva, P.1B, fu dotata dei più potenti motori Rolls-Royce Avon, la presa d'aria assunse sezione rotonda (prima era a forma d'uovo) con il tipico cono, e l'impennaggio verticale fu ingrandito. Inizialmente furono ordinati 3 P.1B ed in seguito altri 20 (1954), per valutare l'efficacia della macchina nel ruolo di intercettore; il primo esemplare di questa preserie ebbe il battesimo del volo il 4 aprile 1957, e benché non avesse il serbatoio ventrale i successivi velivoli ne furono dotati.
Da notare che contemporaneamente il ministro della difesa britannico dichiarò in un documento (la White Paper) che era finita l'epoca del caccia pilotato e che la difesa della Gran Bretagna sarebbe stata garantita, da allora in avanti, dai missili terra-aria. Questo ebbe un impatto negativo su tutta la produzione aeronautica inglese, ma non sul progetto della English Electric, il cui sviluppo non fu arrestato.
Nell'ottobre del 1958 la RAF assegnò all'aereo della English Electric il nome ufficiale di Lightning: era il primo aereo britannico a superare Mach 2.

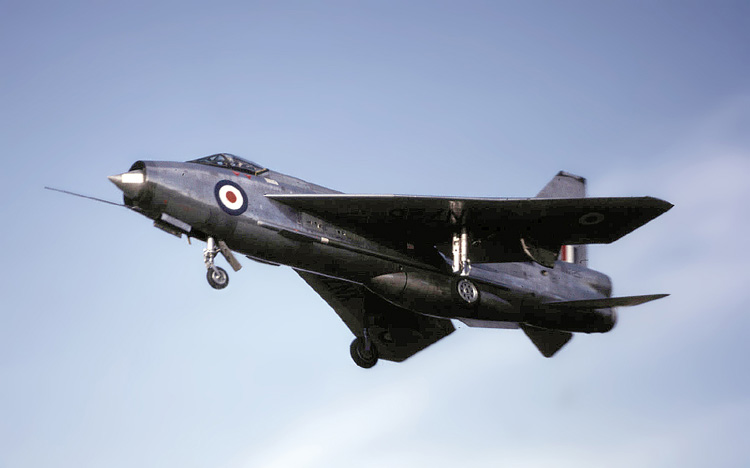
Un Lightning in atterraggio a Filton (Bristol), foto del 1964.

Il primo Lightning entrò in servizio nel dicembre del 1959, presso la base RAF di Coltishall, nella contea di Norfolk: in realtà era un P1.B di preserie. I primi Lightning di serie (F Mark 1) furono consegnati, a partire dall'anno successivo, al 74° Squadron in sostituzione degli Hawker Hunter. Vista la difficoltà di pilotare un aereo così innovativo, nel 1961 fu fatta entrare in linea una versione (T Mk.1) da addestramento biposto della F Mk.1.
Le versioni successive del Lightning furono più che altro aggiornamenti dell'avionica, dei sistemi d'arma, dei motori e aggiustamenti delle superfici aerodinamiche; l'aereo comunque non subì modifiche sostanziali.
Il Lightning uscì di produzione nel dicembre 1969, ma rimase in servizio presso la RAF fino alla sua ufficiale radiazione il 30 luglio 1988. Fu rimpiazzato principalmente dai Tornado, ma anche dagli F-4 Phantom.

### Impiego operativo
Il Lightning era il principale intercettore inglese durante il periodo culminante della guerra fredda, dispiegato presso ben 10 Squadron, sparsi tra Inghilterra, Malta, Cipro, Germania e Singapore. Non fu mai impiegato in nessuna operazione di guerra; comunque, dovette più di una volta, come altri aerei NATO, intercettare bombardieri sovietici a lungo raggio, come i Tu-20, che saggiavano i sistemi di difesa occidentali.

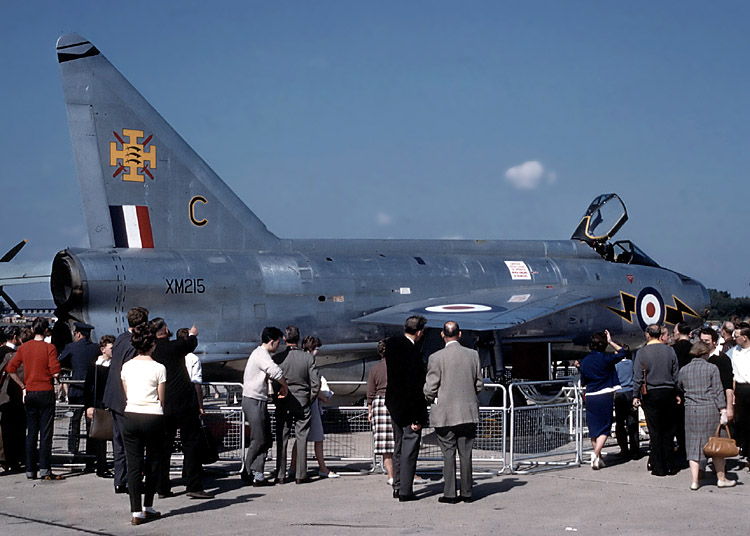
Un Lightning dello Squadron 111 al Farnborough Air Show del 1964.

### RAF
La Royal Air Force ha impiegato il Lightning dal 1959 al 1988.
Squadre per esibizioni aeree
- 74° Squadron Tigers: squadra principale per esibizioni aeree della RAF dal 1962 e prima pattuglia acrobatica a volare con aerei da Mach 2.
- 56° Squadron Firebirds: dal 1963 con la tipica livrea rossa e argentata, e la fenice in campo bianco, sull'impennaggio.

Squadriglie:
- 5° Squadron: su F.1A, F.3, T.5 e F.6; dall'8 ottobre 1964 al 31 ottobre 1987.
- 11° Squadron: su F.3, T.5 e F.6; dal 12 gennaio 1966 al 30 aprile 1988.
- 19° Squadron: su F.2, F.2A e T.4; dal 17 dicembre 1962 al 31 dicembre 1962.
- 23° Squadron: su F.3, T.4, T.5 e F.6; dal 18 agosto 1964 al 21 ottobre 1975.
- 29° Squadron: su F.3 e T.5; dal 1º maggio 1967 al 31 dicembre 1974.
- 56° Squadron: su F.1, F.1A, F.3, T.5 e F.6; dal 1º maggio 1967 al 31 dicembre 1974
- 74° Squadron: su F.1, F.3, T.4, T.5 e F.6; dal 29 giugno 1960 al 31 agosto 1971.
- 92° Squadron: F.2, F.2A e T.4; dal 26 marzo 1963 al 31 marzo 1977.
- 111° Squadron: su F.1A, F.2, F.3, T.4, T.5 e F.6; dal 30 marzo 1961 al 1º luglio 1974.
- 226° Operational Conversion Unit: su F.1A, F.3, T.4 e T.5.

Basi aeree:
- RAF Akrotiri
- RAF Binbrook
- RAF Coltishall
- RAF Geilenkirchen
- RAF Gütersloh
- RAF Leconfield
- RAF Middleton St. George
- RAF Leuchars
- RAF Tengah
- RAF Wattisham

### RSAF

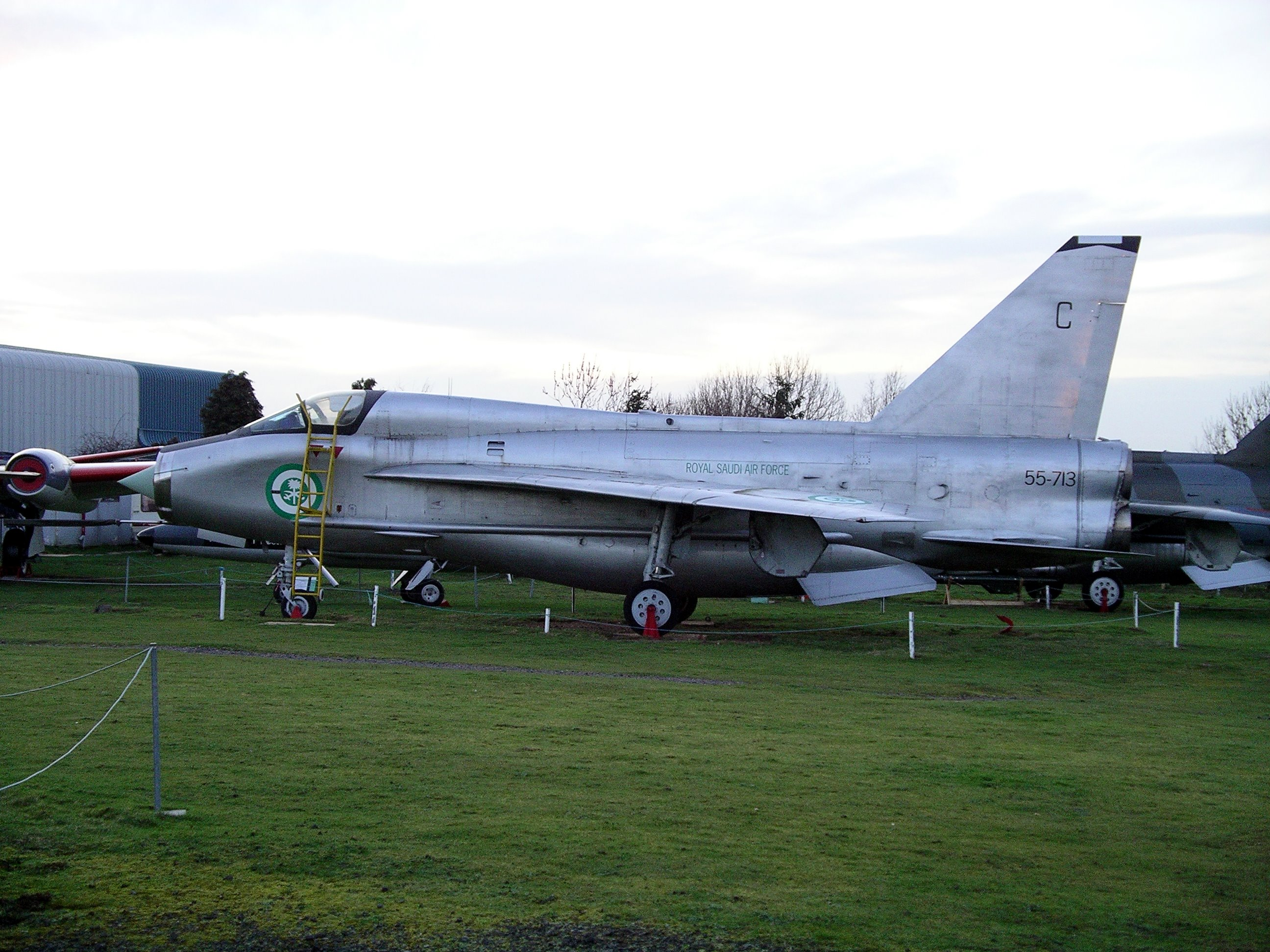
Un Lightning T.55, in mostra al Midland Air Museum nel Warwickshire (Inghilterra), sfoggia le insegne saudite.

Nel dicembre 1965 la Royal Saudi Air Force ordinò in Gran Bretagna, nell'ambito di un ampio pacchetto di forniture militari, 34 caccia monoposto BAC Lightning F.Mk.53, dotati di secondarie capacità di attacco al suolo e ricognizione, e 6 biposto da conversione operativa T.Mk.55. Il Lightning era stato presentato dal pilota collaudatore Jimmy Dell nel cielo di Riyad alla presenza del Ministro della Difesa del Regno, principe Sultan bin 'Abd al-'Aziz Al Sa'ud. Il capo pilota dall'aeronautica saudita, tenente Hamdam si recò poi in Gran Bretagna dove volò un'unica volta bordo di un caccia monoposto Lightning F.Mk.2 della RAF, raggiungendo con il velivolo la velocità di Mach 2,1, e rimanendone favorevolmente impressionato. A un passo dalla guerra aperta con l'Egitto, per via delle tensioni con quel paese derivate dalla guerra civile dello Yemen del Nord, il Regno Saudita emise subito un ordine per l'acquisto dell'aereo, che secondo le intenzioni delle autorità militari saudite doveva contrastare efficacemente i MiG-21 impiegati dall'aeronautica egiziana. Il programma di acquisto fu denominato in codice "Magic Carpet", e nel luglio 1966 arrivarono in Arabia Saudita 4 F.Mk.52 (ex F.Mk.2), cui seguì la consegna di un altro esemplare l'anno successivo, e due T.Mk.54 (ex T.Mk.4). Le incursioni aeree egiziane in Yemen terminarono prima dell'arrivo di questi velivoli, ma determinarono un'accelerazione dell'ingresso in servizio operativo del modello. Il prototipo della versione F.Mk.53, realizzato per conversione di un caccia F.Mk.6, andò in volo per la prima volta il 19 ottobre 1966. Le consegne degli aerei iniziarono nel luglio 1968 e terminarono qualche tempo dopo, con tutti gli aerei consegnati al No.2 Squadron RSAF (F.53 e T.55), No.6 Squadron RSAF (F.52 e F.53) e No.13 Squadron RSAF (F.52, F.53 e T.55) dotati di colorazione in metallo naturale. Durante il conflitto nello Yemen, tra la fine del 1969 e gli inizi del 1970, gli aerei eseguirono missioni di attacco al suolo, rivelandosi sorprendentemente efficaci in questo ruolo. Un velivolo F.Mk.53 fu abbattuto dalla contraerea e il pilota si salvò usando il seggiolino eiettabile. A partire dal 1971, con l'inizio delle consegne dei cacciabombardieri Northrop F-5 Freedom Fighter, i Lightning vennero assegnati alla difesa aerea e qualche tempo dopo lasciarono anche il ruolo di ricognitori. I Lightning lasciarono formalmente il servizio attivo nel corso del 1986, e dei 47 aerei consegnati (oltre a due andati persi prima della consegna), 18 erano andati persi per incidenti vari, mentre 22 furono restituiti al Regno Unito nel 1985, dopo la firma dell'ordine per l'acquisizione dei Panavia Tornado, e destinati alla consegna e all'esposizione presso vari musei.

### KAF
Verso la fine del 1966 la Al-Quwwat al-Jawwiyya al-Kuwaytiyya emise un ordine per l'acquisizione di 12 caccia monoposto Lightning F.Mk.53K e due biposto da conversione operativa T.Mk.55K. Le consegne dell'aereo iniziarono nel 1968 e terminarono l'anno successivo. Le autorità militari kuwaitiane trovarono il velivolo soddisfacente alle loro esigenze, ma il personale a terra non disponeva dell'addestramento necessario alla manutenzione di aerei così complessi, ne i piloti erano addestrati ad impiegarli al meglio delle loro possibilità. Già nel 1973 il governo del Kuwait tentò di venderli, e nel 1977 decise di radiarli e sostituirli con i meno complessi Mirage F.1 di provenienza francese, più corrispondenti alle reali necessità del paese. Alcuni esemplari furono poi esposti staticamente, ed alcuni di essi andarono distrutti nel corso della guerra del Golfo del 1990-1991.

### Anni recenti
Al 2006 alcuni Lightning erano ancora in condizioni di volo:
- Tre (due T Mk.5, e un F Mk.6) volavano per una compagnia aerea civile, la Thunder City di Città del Capo Sudafrica. Un volo costava circa 9.500 €[3].
- Due F Mk.6 presso il Lightning Preservation Group[4].
- Un T Mk.5, in fase di restauro presso l'aeroporto internazionale Stennis in Mississippi[5].
- Un T Mk.5, di proprietà di un privato[6].

## Prestazioni
Il Lightning vantava delle prestazioni invidiabili, anche quando giunse alla fine della carriera.
La velocità di salita, 15 km in un minuto, superava quella dei Mirage III (9 km/min), dei MiG-21 (11 km/min), dei Tornado (13 km/min) e dei Draken.
Anche la tangenza massima, ufficialmente indicata come superiore a 18.000 m, sembra che sia stata testata in 26.600 m. Comunque è documentato il fatto che durante un'esercitazione NATO, nel 1984, un F Mk.3 intercettò un U-2, a 26.800 m di quota.
In un test contro un F-104 Starfighter, il Lightning si dimostrò superiore in tutte le prove di "tempo per altezza" e perfettamente alla pari nel caso dell'accelerazione supersonica a bassa quota.

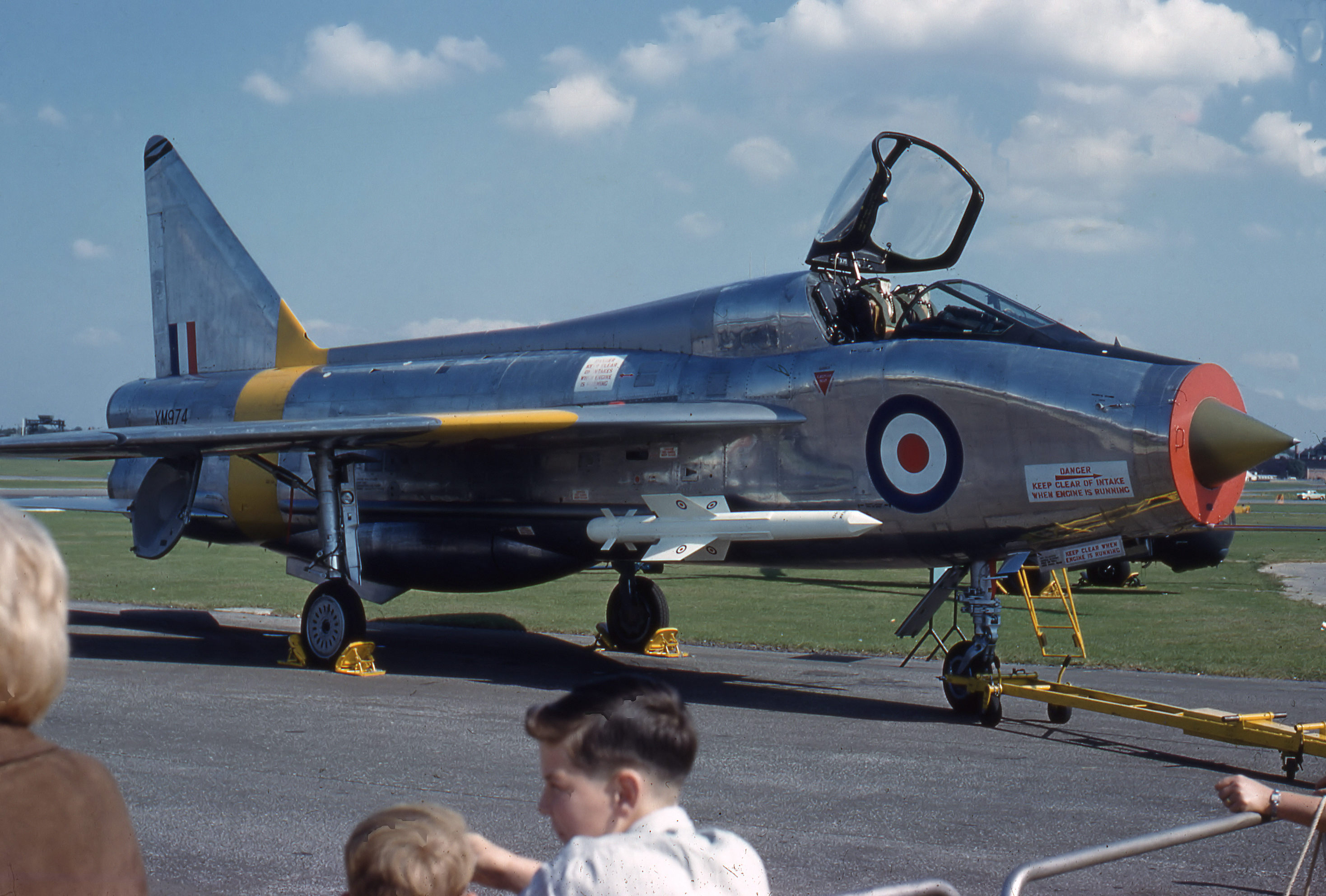
Un Lightning biposto (si notino i due seggiolini affiancati) al Farnborough Air Show del 1964.

Queste notevoli capacità di volo del Lightning erano però associate a capacità belliche ridotte: un pannello degli strumenti con un design degli anni cinquanta, un radar (il Ferranti AI-23) non molto efficiente, la capacità di trasportare solo due missili, nessun tipo di contromisure e un raggio di azione limitato.

## Versioni
- P.1: ne fu prodotto un prototipo, più tardi rinominato P.1A; quest'esemplare è esposto al museo della RAF di Cosford.
- P.1A: un solo prototipo prodotto.
- P.1B: disponevano di motori Avon 200R. Alcuni esemplari di questa preserie furono rinominati in seguito F Mk.1 e dispiegati in vari Squadron.
- F Mk.1: i primi esemplari di serie furono chiamati Lightning Fighter Mark 1, da cui F Mk.1 (a volte indicati anche semplicemente come F.1). Il primo volo fu effettuato nel novembre del 1959; il mese dopo il primo esemplare entrò in linea presso il 74° Squadron basato a Coltishall. Ne furono costruiti solo una ventina ed erano dotati di motori Avon 200.
- F Mk.1A: un aggiornamento minore della precedente versione, dotato di una radio UHF con più portata, capacità radiogoniometriche e una sonda per il rifornimento in volo sotto l'ala sinistra, vicino alla radice alare. Nel frattempo la English Electric era stata assorbita nella BAC (British Aircraft Corporation), oggi BAE (British Aerospace).
- F Mk.2: questa versione risale al luglio 1961, fu prodotta in 44 esemplari ed era equipaggiata con un Avon 210R.
- F Mk.2A: circa 30 F.2 furono aggiornati a questa versione per renderli operativamente simili ai Lightning F Mk.6. I missili rimanevano comunque i Firestreak, anche il motore era sostanzialmente lo stesso (Avon 211) e l'avionica non variava di molto, ma l'autonomia era migliorata.
- F Mk.3: luglio del 1962, questa versione aveva un radar aggiornato (AI.23B), l'impennaggio di coda leggermente più grande e squadrato, un più potente motore Avon 301; inoltre poteva trasportare 2 missili Red Top. L'F Mk.3, entrato in linea dal 1964, fu prodotto in 70 esemplari.
- F Mk.3A: chiamato anche F.3 ERA (Extended Range Aircraft), era dotato di un serbatoio ventrale più ampio, che poteva essere rimosso a terra e non più sganciato in volo, come accadeva per i precedenti modelli. La forma delle ali era leggermente diversa (cambiava l'angolo di freccia a mezz'ala). Furono prodotti 14 esemplari.
- F Mk.3B: un prototipo di una versione multiruolo del F Mk.3 fu proposto alla RAF, ma non riscosse successo e non ne furono mai prodotti altri esemplari.
- T Mk.4: il prototipo di un addestratore biposto risale alla fine del 1959; i primi T.4 furono consegnati a partire dal 1962 e ne furono costruiti 20 esemplari. Praticamente indistinguibile da un F.1A (a parte per i due seggiolini affiancati), era armato e perfettamente capace di impiego bellico.
- T Mk.5: prodotto in 22 esemplari, schierati a partire dal 1965, era la versione da addestramento del F Mk.3; valgono le stesse considerazioni già fatte per il T.4.
- F Mk.6: nel giugno del 1965 alcune varianti all'avionica dell'F.3A e la possibilità di montare 2 serbatoi addizionali sopra le ali, dettero vita a questa nuova versione. Furono prodotti 39 aerei di questo tipo, e tutti gli F.3A furono aggiornati a tale versione.

Versioni esportate:

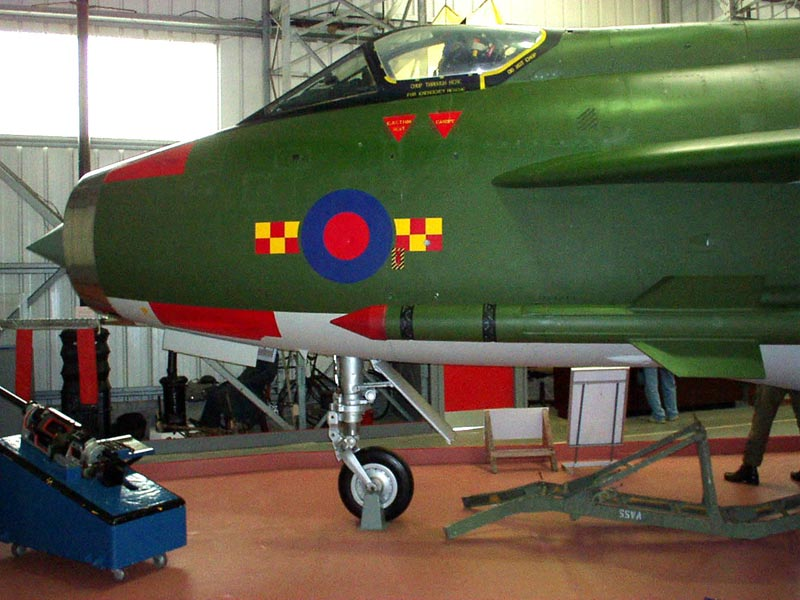
Un Lightning F.2A in mostra al National Museum of Flight a East Fortune (Scozia) con le insegne del 92° Squadron.

- F Mk.52: 5 esemplari convertiti da F.2 della RAF, esportati in Arabia Saudita.
- F Mk.53: versione da esportazione dell'F Mk.6, con aggiunte capacità di attacco al suolo, di cui:
  - F Mk.53s: per l'aviazione saudita, 34 esemplari;
  - F mk.53k: per l'aviazione kuwaitiana, 12 esemplari;
- T Mk.54: versione da esportazione del T.4 per l'Arabia Saudita, 2 esemplari convertiti.
- T Mk.55: versione da esportazione del T.5, di cui:
  - T Mk.55s: per l'aviazione saudita, 6 esemplari;
  - T Mk.55k: per l'aviazione kuwaitiana, 2 esemplari più uno ricostruito.

## Utilizzatori

### Militari
Arabia Saudita

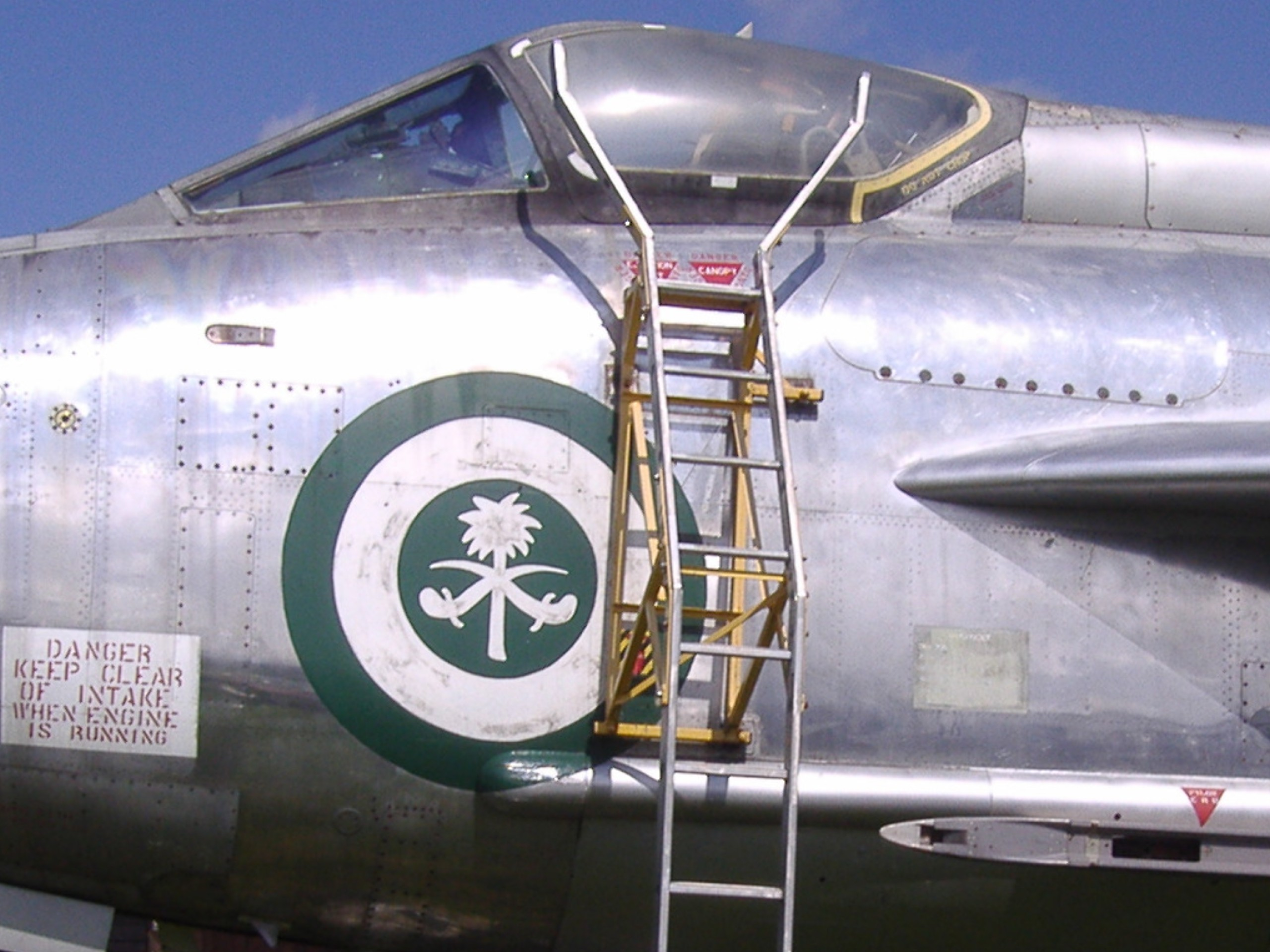
Il Lightning F53 53-686 radiato dall'aeronautica militare saudita ora in esposizione presso il City of Norwich Aviation Museum, Norwich, Inghilterra.

- Al-Quwwat al-Jawwiyya al-Sa'udiyya

 Kuwait
- Al-Quwwat al-Jawwiyya al-Kuwaytiyya

 Regno Unito
- Royal Air Force

### Civili
Stati Uniti
- The Anglo American Lightning Organisation

 Sudafrica
- Thunder City

## Altre denominazioni
- Il Lightning avrebbe dovuto chiamarsi Excalibur, ma il nome fu bocciato da Sir Dermot Boyle, capo della RAF (Marshal of the RAF).
- Il Lightning era scherzosamente chiamato frightning (da fright + lightning) a causa delle difficoltà di atterraggio in caso di vento di traverso alla pista. Nomignolo leggermente più macabro quello che voleva le due "E" che ne precedevano il nome in codice (nella realtà abbreviazione di "English Electric") come sigla di "Ensign Eliminator" ('Eliminatore di Portainsegna/Sottotenente').

### Annotazioni
1. ↑  La foto scattata a Cranfield nel 1992 ritrae il velivolo XS899 del 5° Squadron della RAF operante tra il 1965 al 1987 da Binbrook. Acquistato da un privato attorno agli anni novanta venne smantellato a Cranfield nel 1994. L'abitacolo e il naso dell'aereo sono visibili presso il Museo dell'aviazione di Norwich (Aprile 2007).

### Fonti
1. 1 2 3 4  Galbiati 2020, p. 17.
2. 1 2 3 4 5 6 7 8 9 10 11 12  Galbiati 2020, p. 18.
3. ↑   Thunderbirds.Aero - Thunder with Movie, su web.archive.org, 24 settembre 2006. URL consultato il 19 maggio 2025 (archiviato dall'url originale il 24 settembre 2006).
4. ↑   The Lightning Preservation Group |, su www.lightnings.org.uk. URL consultato il 19 maggio 2025.
5. ↑   Anglo-American Lightning Organisation, su web.archive.org, 29 novembre 2006. URL consultato il 19 maggio 2025 (archiviato dall'url originale il 29 novembre 2006).
6. ↑   Home Page of Lightning XS458, su web.archive.org, 27 settembre 2007. URL consultato il 19 maggio 2025 (archiviato dall'url originale il 27 settembre 2007).